# Menma

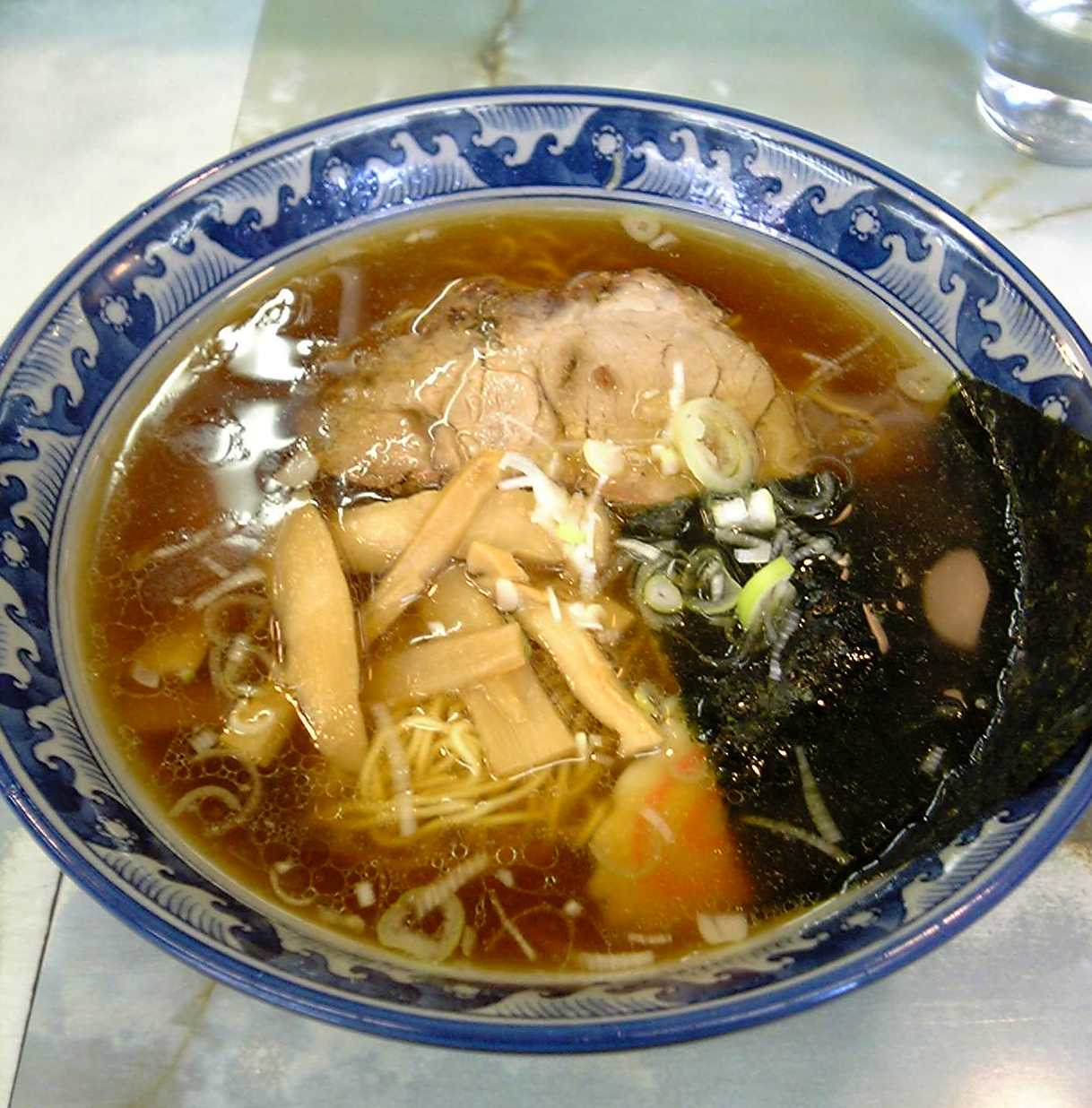
Menma en algo de sopa.

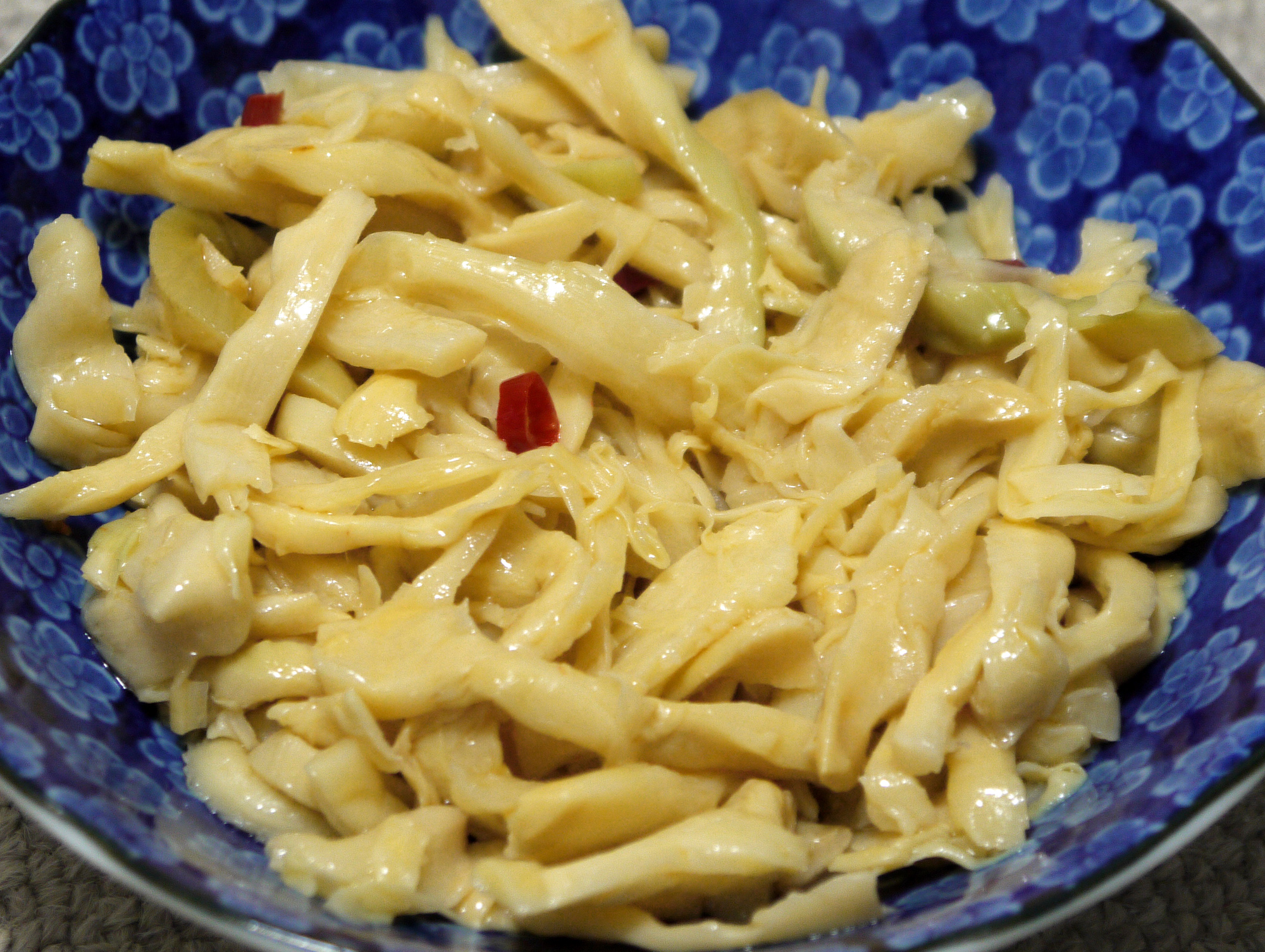
"Hosaki-Menma"

El menma (メンマ o 麺麻 o 麺碼?), también llamado shinachiku, es un condimento japonés hecho de brotes de bambú fermentados con lactato. Es un ingrediente habitual de la sopa de fideos y el ramen.